# 스포츠 리그
스포츠에서 리그(league, 문화어: 연맹)는 여러 팀이 서로 겨루기 위해서 만들어진 단체이다. 속해 있는 팀의 숫자는 어떤 리그인가에 따라 다르다. 원래는 그러한 단체 또는 연맹을 가리켰으나, 오늘날에는 리그에 속한 팀끼리 겨루는 리그전(연맹전)을 가리키기도 한다.
리그에 속하는 팀의 수가 많은 경우엔 몇 개의 디비전(division)으로 나눠 진행하기도 한다.

## 대한민국 스포츠 리그 목록
- 농구: KBL, WKBL
- 배구: V-리그
- 야구: KBO 리그
- 축구:  K리그
- 핸드볼:  핸드볼 코리아 리그
- LOL: 리그 오브 레전드 챔피언스 코리아

## 같이 보기
- 승강제
- 승자전